# متیو تورگئون
متیو تورگئون (به انگلیسی: Mathieu Turgeon) ژیمناست زادهٔ ۲ اوت ۱۹۷۹ میلادی اهل کشور کانادا است.